# Вигуцоло
Вигуцоло (итал. Viguzzolo) је насеље у Италији у округу Алесандрија, региону Пијемонт.
Према процени из 2011. у насељу је живело 2892 становника. Насеље се налази на надморској висини од 130 м.

## Становништво
| 1931. | 1936. | 1951. | 1961. | 1971. | 1981. | 1991. | 2001. | 2011. |
| ----- | ----- | ----- | ----- | ----- | ----- | ----- | ----- | ----- |
| 2.552 | 2.499 | 2.593 | 2.921 | 2.880 | 3.121 | 3.036 | 2.884 | 3.209 |